# Billy Zane
Billy Zane (født William George Zane, Jr. 24. februar 1966 i Chicago, Illinois) er en amerikansk skuespiller, der er mest kendt for sin rolle som Caledon Hockley i storfilmen Titanic fra 1997.
Andre store roller han har spillet er blandt andet tittelrollen i filmatiseringen af den tegneserien Fantomet fra 1996, og som Hughie Warriner i Dead Calm fra 1989, hvor han spillede overfor Nicole Kidman og Sam Neill. Han har også optrådt i film som Zoolander (hvor han spillede sig selv), Tombstone, Sniper, The Believer, og Posse.

## Privatliv
Billy Zane var gift med skuespillerinden Lisa Collins fra 1989 til 1995. Han blev forlovet med model og skuespilleren Kelly Brook, som han mødte da de spillede sammen i filmen Survival Island, men de gik fra hinanden i 2008.